# Венский мирный договор (1866)
Венский мирный договор 1866 года — подписан 3 октября 1866 года между Австрией и Италией, ратифицирован 12 октября.
Сразу же после битвы при Садове, австрийский император Франц-Иосиф I телеграфировал Наполеону III, что отдаёт Венецию ему, императору французов. Этот на первый взгляд странный дипломатический шаг объяснялся, во-первых, тем, что австрийский штаб хотел поскорее окончательно ликвидировать итальянский фронт, пожертвовав Венецией, и в скорости перебросить южную свою армию на север против пруссаков в помощь разбитой армии Бенедека. Во-вторых, Франц-Иосиф хотел подчеркнуть, что разгромленные при Кустоце итальянцы вовсе не завоевали Венецию, а могут получить её из рук их покровителя Наполеона III.
Согласно Венскому договору, Франц-Иосиф дал свое согласие на присоединение Венецианской области к Италии, а Виктор Эммануил II принял на себя лежавший на этой области долг и обязательство уплатить 35 млн флоринов австрийской государственной казне. В то же время Виктору-Эммануилу была передана ломбардская железная корона.